# 英格堡·埃里克斯多塔
英格堡·埃里克斯多塔（瑞典語：Ingeborg Eriksdotter，約1212年—1254年6月17日），瑞典國王埃里克十世的女兒。

## 家庭
英格堡的丈夫是比爾耶爾伯爵，兩人共有4子3女：
1. 里基莎（英语：Rikissa Birgersdotter）（1237年—1288年），挪威王后
2. 瓦爾德瑪（1239年—1302年），瑞典國王
3. 馬格努斯（約1240年—1290年），瑞典國王
4. 卡塔里娜（英语：Catherine Birgersdotter of Bjelbo）（約1245年—1289年），安哈特-策布斯特親王妃
5. 埃里克（英语：Eric Birgersson）（約1250年—1275年）
6. 英格堡（英语：Ingeborg Birgersdotter of Bjelbo）（約1253年—1302年）
7. 本尼迪克（英语：Benedict, Duke of Finland）（1254年—1291年），芬蘭公爵